# Metropolia tatarstańska
Metropolia tatarstańska – jedna z metropolii Rosyjskiego Kościoła Prawosławnego, z siedzibą w Kazaniu. Obejmuje obszar Tatarstanu. W jej skład wchodzą cztery eparchie: kazańska, almietjewska, czystopolska oraz od 2024 r. eparchia Nabierieżnych Czełnów.
Erygowana przez Święty Synod Rosyjskiego Kościoła Prawosławnego w czerwcu 2012.

## Metropolici
- Anastazy (Mietkin), 2012–2015
- Teofan (Aszurkow), 2015–2020
- Cyryl (Nakonieczny), od 2020[4]